# Herichthys carpintis
Herichthys carpintis (Jordan & Snyder, 1899) è un pesce di acqua dolce appartenente alla famiglia Cichlidae ed alla sottofamiglia Cichlasomatinae.

## Habitat e distribuzione
Proviene dall'America centrale, più precisamente dai fiumi del nord del Messico. Vive in lagune e nella foce del Rio Pánuco.

## Descrizione
Presenta un corpo alto, compresso lateralmente e non allungato. Il colore di fondo è grigio- verdastro, ma tutto il corpo è coperto da macchie bianche o giallastre irregolari. Al centro del corpo possono essere presenti delle macchie nere più o meno evidenti, come sul peduncolo caudale. La pinna dorsale e la pinna anale sono allungate ma non particolarmente alte, e dello stesso colore del corpo. Gli occhi sono arancioni. Non supera i 17 cm.
Il dimorfismo sessuale non è particolarmente evidente: le femmine presentano una macchia scura sulla pinna dorsale e sono generalmente più tozze.

## Biologia

### Comportamento
È un pesce che nel periodo riproduttivo diventa estremamente aggressivo e territoriale.

### Riproduzione
si tratta di una specie ovipara, e la fecondazione è esterna. Le uova vengono solitamente deposte su una pietra piatta o nel substrato e sorvegliate da entrambi i genitori insieme al territorio intorno. Si occupano anche degli avannotti finché non sono autosufficienti.

## Acquariofilia
Nonostante il temperamento aggressivo, spesso viene tenuto in acquari.